# Camponotus dumetorum
Camponotus dumetorum är en myrart som beskrevs av Wheeler 1910. Camponotus dumetorum ingår i släktet hästmyror, och familjen myror. Inga underarter finns listade.

## Bildgalleri

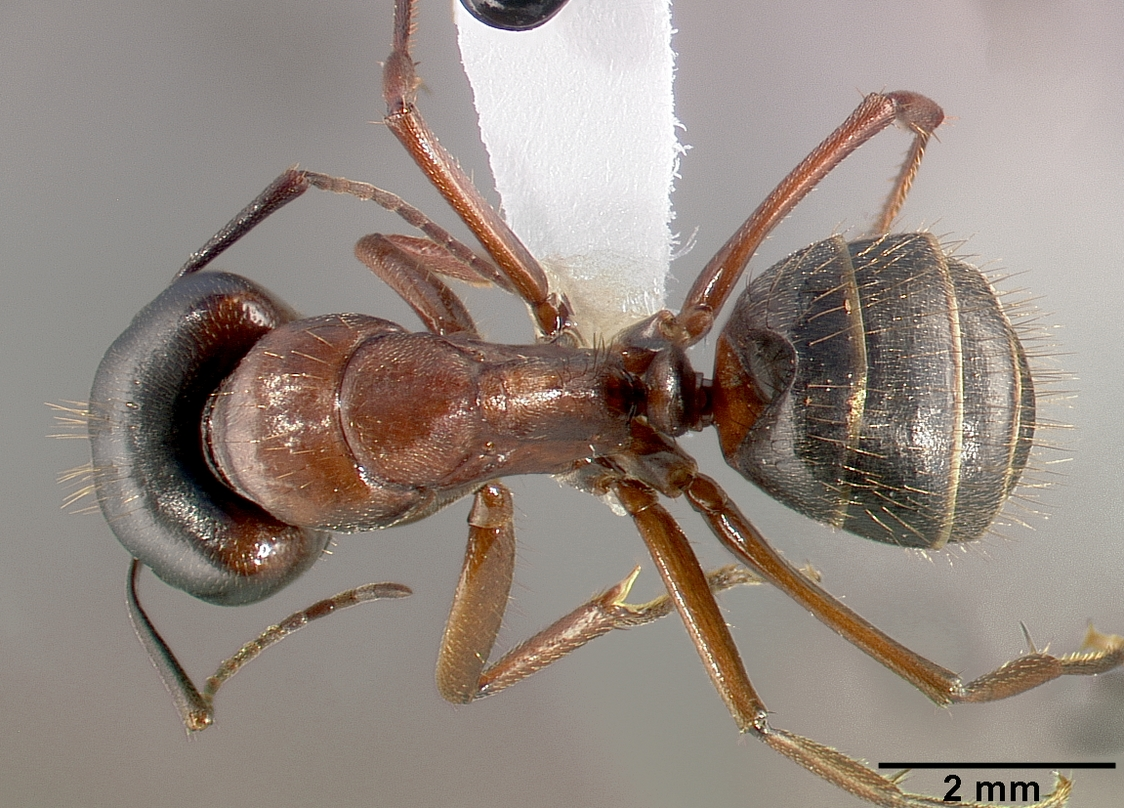
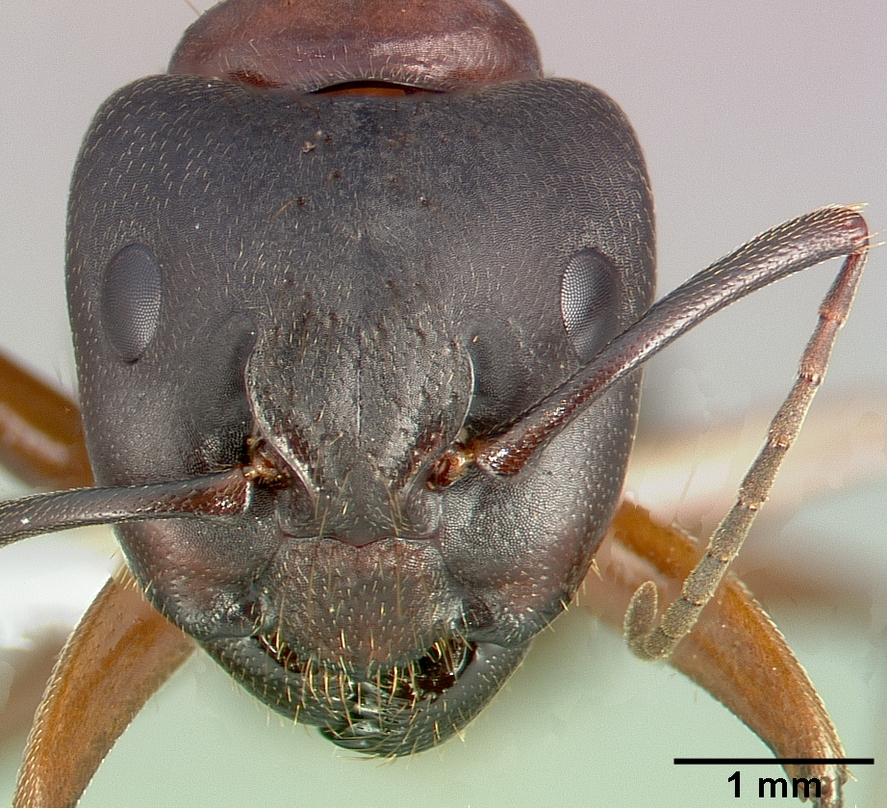
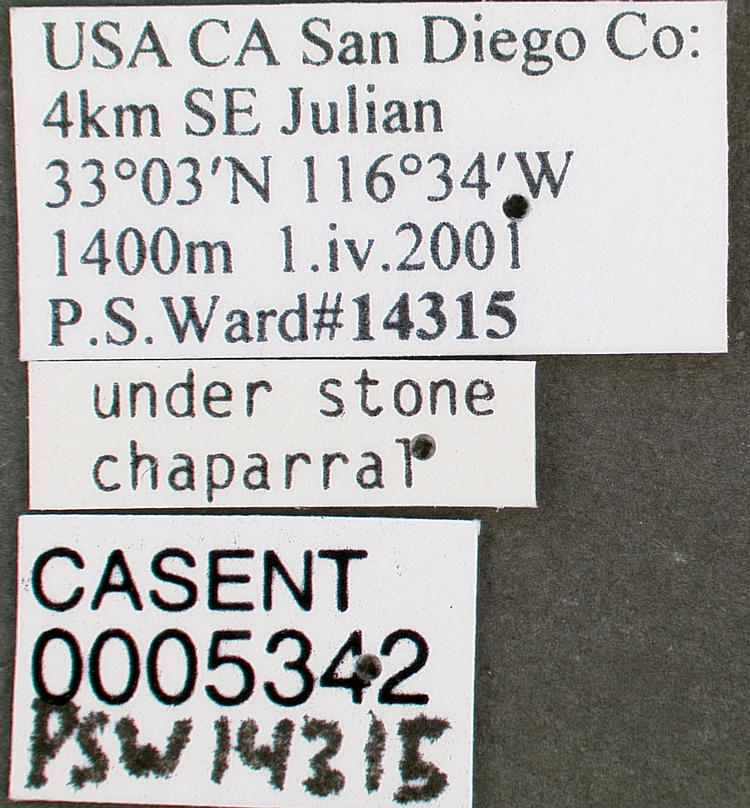
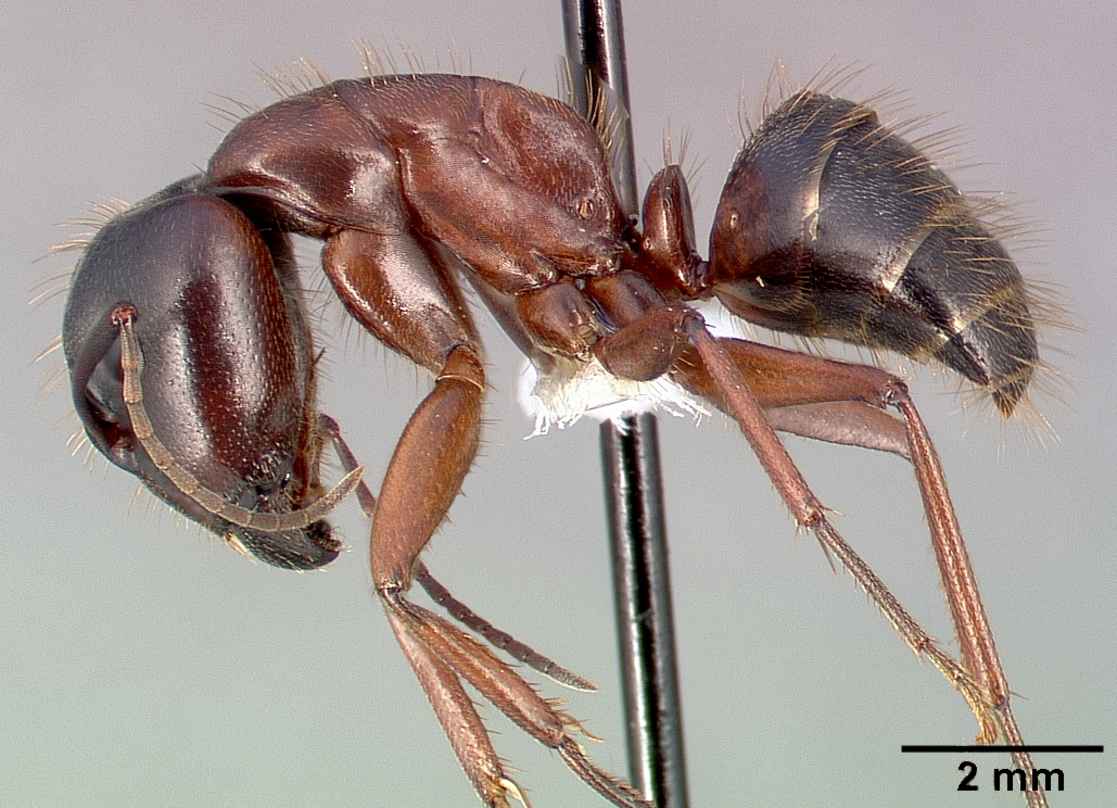